# Гекні (боро)
Ге́кні (англ. London Borough of Hackney) — боро та історичний район Лондона в північно-східній частині міста, яка неофіційно носить назву Іст-Енд. На початку своєї історії був окремим поселенням.

## Географія
Боро межує з Герінгеєм на півночі, з Волтем-Форестом на північному сході, з Тауер-Гемлетс на південному сході, з Сіті на півдні та Ізлінгтоном на заході.